# Soupisky mužstev na mistrovství světa ve florbale 2014
Toto je soupiska celkem 16 národních týmů, které se zúčastnily Mistrovství světa ve florbale 2014.

## Soupiska švédského týmu
- Konečná nominace proběhla 17. listopadu 2014 a bylo v ní nominováno celkem 20 florbalistů.[1]

| Č.       | Jméno                               | Klub                 |
| Brankáři | Brankáři                            | Brankáři             |
| -------- | ----------------------------------- | -------------------- |
| 1        | Patrik Åman                         | AIK Innebandy        |
| 35       | Johan Rehn                          | IBF Falun            |
| Obránci  |                                     |                      |
| 4        | Anton Karlsson                      | Linköping Innebandy  |
| 6        | Mattias Wallgren                    | Warberg IC           |
| 8        | Jonas Adriansson                    | IBF Falun            |
| 11       | Martin Östholm                      | Pixbo Wallenstam IBK |
| 13       | Mattias Samuelsson                  | Storvreta IBK        |
| 66       | Rasmus Sundstedt                    | Storvreta IBK        |
| 97       | Robin Nilsberth                     | Granlo BK            |
| Útočníci |                                     |                      |
| 2        | Johan Samuelsson                    | Granlo BK            |
| 5        | Joel Kanebjörk                      | AIK Innebandy        |
| 7        | Kim Nilsson                         | GC Zürich            |
| 9        | Alexander Galante Carlström         | IBF Falun            |
| 12       | Henrik Stenberg                     | Storvreta IBK        |
| 16       | Karl-Johan Iraues                   | AIK Innebandy        |
| 17       | Rasmus Enström                      | IBF Falun            |
| 21       | Patrik Malmström                    | Pixbo Wallenstam IBK |
| 22       | Emil Johansson                      | IBF Falun            |
| 70       | Jonas Svahn                         | IBF Falun            |
| 92       | Alexander Rudd                      | Storvreta IBK        |
| Trenéři  |                                     |                      |
|          | Jan-Erik Vaara (hlavní trenér)      |                      |
|          | Ulf Hallstensson (asistent trenéra) |                      |

## Soupiska finského týmu
- Konečná nominace proběhla 13. listopadu 2014 a bylo v ní nominováno celkem 20 florbalistů.[2]

| Č.       | Jméno                               | Klub                     |
| Brankáři | Brankáři                            | Brankáři                 |
| -------- | ----------------------------------- | ------------------------ |
| 31       | Eero Kosonen                        | Happee                   |
| 48       | Tomi Ikonen                         | Esport Oilers            |
| Obránci  |                                     |                          |
| 8        | Juha Kivilehto                      | Seinäjoen Peliveljet     |
| 10       | Tommi Aro                           | Tapanilan Erä            |
| 13       | Risto Töllikkö                      | NST                      |
| 17       | Janne Lamminen                      | SC Classic               |
| 20       | Nico Salo                           | SC Classic               |
| 21       | Tatu Väänänen                       | SV Wiler-Ersigen         |
| 30       | Lauri Stenfors                      | Salibandyseura Viikingit |
| Útočníci |                                     |                          |
| 5        | Jami Manninen                       | Happee                   |
| 9        | Eemeli Salin                        | Koovee                   |
| 11       | Mika Moilanen                       | FC Helsingborg           |
| 15       | Miko Kailiala                       | Salibandyseura Viikingit |
| 16       | Kari Koskelainen                    | Chur Unihockey           |
| 18       | Lauri Kapanen                       | Tapanilan Erä            |
| 22       | Jani Kukkola                        | FC Helsingborg           |
| 23       | Oscar Hänninen                      | Esport Oilers            |
| 27       | Rickie Hyvärinen                    | Storvreta IBK            |
| 29       | Mika Kohonen                        | Storvreta IBK            |
| 50       | Tero Tiitu                          | IBF Falun                |
| Trenéři  |                                     |                          |
|          | Petri Kettunen (hlavní trenér)      |                          |
|          | Mika Ahonen (asistent trenéra)      |                          |
|          | Akseli Ahtiainen (asistent trenéra) |                          |
|          | Juha Jäntti (asistent trenéra)      |                          |

## Soupiska švýcarského týmu
- Konečná nominace proběhla 17. listopadu 2014 a bylo v ní nominováno celkem 20 florbalistů.[3]

| Č.       | Jméno                            | Klub                 |
| Brankáři | Brankáři                         | Brankáři             |
| -------- | -------------------------------- | -------------------- |
| 29       | Martin Hitz                      | UHC Alligator Malans |
| 30       | Pascal Meier                     | Växjö IBK            |
| Obránci  |                                  |                      |
| 8        | Kaspar Schmocker                 | Floorball Köniz      |
| 20       | Markus Gerber                    | SV Wiler-Ersigen     |
| 22       | Florian Bolliger                 | KAIS Mora IF         |
| 25       | Christoph Meier                  | GC Zürich            |
| 51       | Simon Stucki                     | Unihockey Tigers     |
| 96       | Florian Kuchen                   | Floorball Köniz      |
| 97       | Luca Graf                        | Floorball Köniz      |
| Útočníci |                                  |                      |
| 11       | Manuel Maurer                    | Floorball Köniz      |
| 15       | Christoph Hofbauer               | SV Wiler-Ersigen     |
| 18       | Adrian Zimmermann                | SV Wiler-Ersigen     |
| 19       | Matthias Hofbauer                | SV Wiler-Ersigen     |
| 23       | Philipp Fankhauser               | SV Wiler-Ersigen     |
| 26       | Joel Friolet                     | UHC Alligator Malans |
| 32       | Manuel Engel                     | Unihockey Tigers     |
| 50       | Patrick Mendelin                 | SV Wiler-Ersigen     |
| 68       | Emanuel Antener                  | Floorball Köniz      |
| 81       | Michael Zürcher                  | GC Zürich            |
| 87       | Nico Scalvinoni                  | GC Zürich            |
| Trenéři  |                                  |                      |
|          | Nykky Petteri (hlavní trenér)    |                      |
|          | Kuitunen Samu (asistent trenéra) |                      |
|          | Jussila Esa (asistent trenéra)   |                      |
|          | Manser Remo (asistent trenéra)   |                      |

## Soupiska českého týmu
- Konečná nominace proběhla 17. listopadu 2014 a bylo v ní nominováno celkem 20 florbalistů.[4]

| Č.       | Jméno                              | Klub                     |
| Brankáři | Brankáři                           | Brankáři                 |
| -------- | ---------------------------------- | ------------------------ |
| 69       | Tomáš Kafka                        | Tatran Omlux Střešovice  |
| 90       | Jan Barák                          | TJ JM Chodov             |
| Obránci  |                                    |                          |
| 3        | Michal Podhráský                   | TPS Salibandy            |
| 10       | Marek Deutsch                      | Tatran Omlux Střešovice  |
| 12       | Patrik Suchánek                    | IBK Dalen                |
| 14       | Petr Heřmanský                     | Tatran Omlux Střešovice  |
| 22       | Lukáš Veltšmíd                     | 1. SC Vítkovice Oxdog    |
| 24       | Jan Jelínek                        | BILLY BOY Mladá Boleslav |
| 26       | Tomáš Sýkora                       | TJ JM Chodov             |
| Útočníci |                                    |                          |
| 4        | Jiří Curney                        | BILLY BOY Mladá Boleslav |
| 7        | Milan Tomašík                      | IBK Dalen                |
| 8        | Jan Natov                          | Tatran Omlux Střešovice  |
| 11       | Tomáš Sladký                       | Chur Unihockey           |
| 15       | Martin Zozulák                     | Sokol Pardubice          |
| 18       | Ondřej Mikeš                       | TJ JM Chodov             |
| 19       | Patrik Dóža                        | Pixbo Wallenstam IBK     |
| 20       | Martin Tokoš                       | IBK Dalen                |
| 25       | Tom Ondrušek                       | TJ JM Chodov             |
| 27       | Milan Fridrich                     | Tatran Omlux Střešovice  |
| 28       | Matěj Jendrišák                    | Linköping Innebandy      |
| Trenéři  |                                    |                          |
|          | Radim Cepek (hlavní trenér)        |                          |
|          | Zdeněk Skružný (asistent trenéra)  |                          |
|          | Michal Jedlička (asistent trenéra) |                          |

## Soupiska norského týmu
- Konečná nominace proběhla 5. listopadu 2014 a bylo v ní nominováno celkem 20 florbalistů.[5]

| Č.       | Jméno                             | Klub                        |
| Brankáři | Brankáři                          | Brankáři                    |
| -------- | --------------------------------- | --------------------------- |
| 1        | Markus Jelsnes                    | Sarpsborg Sharks            |
| 30       | Christer Rönnmark                 | Oppretter Tunet IBK         |
| Obránci  |                                   |                             |
| 3        | Daniel Gidske                     | Mullsjö AIS                 |
| 11       | Geir Vidar Pedersen               | Slevik IBK                  |
| 15       | Thomas Rognlien                   | Gjelleråsen Idrettsforening |
| 22       | Patrick Martinsen                 | Sveiva IBK                  |
| 23       | Jonas Gustavsen                   | Slevik IBK                  |
| 25       | Martin Isnes Kvisvik              | Greåker Bulldogs            |
| 27       | Erik Nielsen De Santana           | Bækkelagets Sportsklub      |
| Útočníci |                                   |                             |
| 4        | Sindre Bjerknes                   | Oppretter Tunet IBK         |
| 5        | Ketil Kronberg                    | IBK Dalen                   |
| 7        | Lars Erik Torp                    | Greåker Bulldogs            |
| 8        | Ole Martin Skau Jansson           | Oppretter Tunet IBK         |
| 9        | Espen Haugen Evensen              | Gjelleråsen Idrettsforening |
| 10       | Ole Mossin Olesen                 | Oppretter Tunet IBK         |
| 12       | Christoffer Nilsson               | Arvika IBF                  |
| 16       | Willy Fauskanger                  | Greåker Bulldogs            |
| 20       | Fredrik Hoff Eriksen              | Oppretter Tunet IBK         |
| 21       | Thomas Stræte                     | Slevik IBK                  |
| 33       | Glen Evensen                      | Slevik IBK                  |
| Trenéři  |                                   |                             |
|          | Johnny Petersen (hlavní trenér)   |                             |
|          | Kent Göransson (asistent trenéra) |                             |
|          | Pål Syversen (asistent trenéra)   |                             |

## Soupiska lotyšského týmu
- Konečná nominace proběhla 18. listopadu 2014 a bylo v ní nominováno celkem 20 florbalistů.[6]

| Č.       | Jméno                                   | Klub               |
| Brankáři | Brankáři                                | Brankáři           |
| -------- | --------------------------------------- | ------------------ |
| 1        | Normunds Krūmiņš                        | Lekrings           |
| 31       | Andis Blinds                            | RTU/Inspecta       |
| Obránci  |                                         |                    |
| 2        | Oskars Fīrmanis                         | RTU/Inspecta       |
| 3        | Andris Malkavs                          | Lekrings           |
| 11       | Ingus Laiviņš                           | Lekrings           |
| 15       | Morics Krūmiņš                          | Nokian KrP         |
| 16       | Aigars Belasovs                         | FBK Valmiera/ViA   |
| 19       | Jānis Rajeckis                          | Lekrings           |
| 22       | Gatis Liepiņš                           | FBK Valmiera/ViA   |
| 28       | Ivo Balodis                             | SK Pārgauja        |
| Útočníci |                                         |                    |
| 4        | Artis Savins                            | FK Lielvārde       |
| 5        | Mārtiņš Rajeckis                        | Lekrings           |
| 10       | Atis Blinds                             | RTU/Inspecta       |
| 12       | Aleksandrs Abramovs                     | Lekrings           |
| 13       | Ainārs Juškēvičs                        | Ulbroka/FS Masters |
| 14       | Artūrs Jurševskis                       | Lekrings           |
| 18       | Atis Stepāns                            | Rubene             |
| 21       | Artis Raitums                           | TPS Salibandy      |
| 23       | Andris Rajeckis                         | Lekrings           |
| 27       | Juris Gribusts                          | RTU/Inspecta       |
| Trenéři  |                                         |                    |
|          | Īro Parviainens (hlavní trenér)         |                    |
|          | Kristians Bjorkstens (asistent trenéra) |                    |
|          | Artis Malkavs (asistent trenéra)        |                    |

## Soupiska německého týmu
- Konečná nominace proběhla 10. listopadu 2014 a bylo v ní nominováno celkem 20 florbalistů.[7]

| Č.       | Jméno                              | Klub                       |
| Brankáři | Brankáři                           | Brankáři                   |
| -------- | ---------------------------------- | -------------------------- |
| 33       | Janek Kohler                       | HC Rychenberg Winterthur   |
| 91       | Mike Dietz                         | Djurgården Innebandy       |
| Obránci  |                                    |                            |
| 3        | Joel Gysin                         | Hornets Mooseedorf         |
| 6        | Philipp Hühler                     | HC Rychenberg Winterthur   |
| 15       | Tim Böttcher                       | UHC Sparkasse Weissenfels  |
| 16       | Ramon Ibold                        | Red Devils Werningerode    |
| 44       | Matthias Siede                     | UHC Sparkasse Weissenfels  |
| 50       | Kay Bier                           | GC Zürich                  |
| 95       | Sandro Baas                        | Regazzi Verbano UH Gordola |
| Útočníci |                                    |                            |
| 9        | Benjamin Borth                     | HC Rychenberg Winterthur   |
| 10       | Janos Bröker                       | SSF Bonn                   |
| 11       | Tim Hoidis                         | Vfl Kaufering              |
| 18       | Joel Wenning                       | Koovee                     |
| 19       | Manuel Mucha                       | Unihockey Mittelland       |
| 20       | Dominic Mucha                      | Unihockey Mittelland       |
| 21       | Sascha Herlt                       | UHC Sparkasse Weissenfels  |
| 22       | Alexander Burmeister               | TV Schriesheim             |
| 23       | Maximilian Falkenberger            | Vfl Kaufering              |
| 32       | Tino von Pritzbuer                 | Vfl Kaufering              |
| 97       | Erik Schuschwary                   | Unihockey Igels Dresden    |
| Trenéři  |                                    |                            |
|          | Philippe Soutter (hlavní trenér)   |                            |
|          | Christoph Huber (asistent trenéra) |                            |
|          | Iivo Pantzar (asistent trenéra)    |                            |

## Soupiska estonského týmu
- Konečná nominace proběhla 18. listopadu 2014 a bylo v ní nominováno celkem 20 florbalistů.[8]

| Č.       | Jméno                             | Klub                          |
| Brankáři | Brankáři                          | Brankáři                      |
| -------- | --------------------------------- | ----------------------------- |
| 27       | Jarkko Saastamoinen               | Tampereen Ilves               |
| 90       | Marek Õige                        | Westend Indians               |
| Obránci  |                                   |                               |
| 2        | Oskar Salm                        | TTÜ SK                        |
| 7        | Roman Pass                        | Unihockey Mittelland          |
| 18       | Mats Tamme                        | SK GAP/Saku                   |
| 61       | Jonas Thomsson                    | Team ThorenGruppen SK         |
| 64       | Kaspar Kallion                    | SV Wiler-Ersigen              |
| 67       | Gert Kurmiste                     | SK GAP/Saku                   |
| 81       | Johan Strömfelt                   | Tumba GOIF                    |
| Útočníci |                                   |                               |
| 4        | Mihkel Tasa                       | Sparta Team Automaailm        |
| 5        | Oliver Savi                       | Sparta Team Automaailm        |
| 9        | Fredy Maalt                       | SK GAP/Saku                   |
| 10       | Raul Kivi                         | Jõgeva SK Tähe/Olivia         |
| 14       | Patrik Markus                     | Balrog Botkyrka/Södertälje IK |
| 17       | Daniel Matsukevitš                | EMÜ SK                        |
| 21       | Rainer Komi                       | AaB Floorball                 |
| 22       | Siim Veersalu                     | EMÜ SK                        |
| 23       | Jaanus Kase                       | Sparta Team Automaailm        |
| 40       | Sten Kõiv                         | EMÜ SK                        |
| 66       | Andreas Wöiduma                   | SF Grei                       |
| Trenéři  |                                   |                               |
|          | Argo Kungla (hlavní trenér)       |                               |
|          | Rein Kivi (hlavní trenér)         |                               |
|          | Veiko Raudsepp (asistent trenéra) |                               |

## Soupiska ruského týmu
- Konečná nominace proběhla 18. listopadu 2014 a bylo v ní nominováno celkem 20 florbalistů.[9]

| Č.       | Jméno                             | Klub                         |
| Brankáři | Brankáři                          | Brankáři                     |
| -------- | --------------------------------- | ---------------------------- |
| 20       | Sergej Pronjakov                  | Pomor Arhangelsk             |
| 88       | Maxim Naubrejt                    | Pomor Arhangelsk             |
| Obránci  |                                   |                              |
| 2        | Alexandr Šutichin                 | Nižněgorodec Nižnij Novgorod |
| 10       | Dmitrij Poljakov                  | Spartak Moskva FK            |
| 11       | Sergej Azov                       | Pomor Arhangelsk             |
| 17       | Dmitrij Uglanov                   | BILLY BOY Mladá Boleslav     |
| 18       | Valentin Saranskij                | Spartak Moskva FK            |
| 29       | Grigorij Suvorov                  | Pomor Arhangelsk             |
| 86       | Vladimir Garevskič                | Pomor Arhangelsk             |
| Útočníci |                                   |                              |
| 2        | Sergej Jurjev                     | Pomor Arhangelsk             |
| 4        | Alexandr Šarapov                  | Pomor Arhangelsk             |
| 5        | Arman Karkumbajev                 | Nižněgorodec Nižnij Novgorod |
| 7        | Alexandr Taldonov                 | Pomor Arhangelsk             |
| 8        | Nikita Bryn                       | Spartak Moskva FK            |
| 15       | Roman Druzhininskij               | Arena Gatčina                |
| 19       | Dmitrij Kurach                    | Spartak Moskva FK            |
| 34       | Sergej Dmitrijev                  | Spartak Moskva FK            |
| 58       | Valerij Maslov                    | Jõgeva SK Tähe/Olivia        |
| 70       | Ilja Vešnjakov                    | Pomor Arhangelsk             |
| 79       | Pavel Semjonov                    | Jõgeva SK Tähe/Olivia        |
| Trenéři  |                                   |                              |
|          | Sergej Taldonov (hlavní trenér)   |                              |
|          | Anatolij Bykov (asistent trenéra) |                              |

## Soupiska kanadského týmu
- Konečná nominace proběhla 17. listopadu 2014 a bylo v ní nominováno celkem 20 florbalistů.[10]

| Č.       | Jméno                         | Klub                       |
| Brankáři | Brankáři                      | Brankáři                   |
| -------- | ----------------------------- | -------------------------- |
| 1        | Taylor Retta-Shipp            | Cambridge FK               |
| 31       | Jeremy Peters                 | SWC Floorball              |
| Obránci  |                               |                            |
| 6        | Lauri Hannelius               | Tampereen Ilves            |
| 19       | Faez Kanji                    |                            |
| 21       | Dan McKeen                    | Hamilton FK                |
| 23       | Julian Pedis                  | Cambridge FK               |
| 51       | Connor Smith                  | Hamilton FK                |
| Útočníci |                               |                            |
| 9        | Chris Haigh                   | Hamilton FK                |
| 13       | Daniel Hewko                  | Hamilton FK                |
| 16       | Matt Smith                    | Pixbo Wallenstam IBK       |
| 17       | Cal Smith                     | Hamilton FK                |
| 18       | Mack Saunders                 | Cambridge FK               |
| 26       | Spencer Ridgewell             | Pixbo Wallenstam IBK       |
| 36       | Jakob Brandstrom              | North Vancouver Young Guns |
| 40       | Joel Inouye                   | Pixbo Wallenstam IBK       |
| 76       | Eric Ulli-Vanasse             | UHC Zuger Highlands        |
| 77       | Dylan Cole                    | Cambridge FK               |
| 81       | Billy Petrie                  | Hamilton FK                |
| 89       | Andrew Radjenovic             | Hamilton FK                |
| 90       | Tyler Brush                   | Cambridge FK               |
| Trenéři  |                               |                            |
|          | David Jansson (hlavní trenér) |                            |
|          | Johan Nyth (asistent trenéra) |                            |

## Soupiska slovenského týmu
- Konečná nominace proběhla 17. listopadu 2014 a bylo v ní nominováno celkem 20 florbalistů.[11]

| Č.       | Jméno                              | Klub                             |
| Brankáři | Brankáři                           | Brankáři                         |
| -------- | ---------------------------------- | -------------------------------- |
| 1        | Adam Kalčok                        | VŠK FTVŠ Hurikán Bratislava      |
| 40       | Dominik Turek                      | ATU Košice                       |
| Obránci  |                                    |                                  |
| 5        | Marek Bulko                        | ŠK 1. FBC Trenčín                |
| 16       | Matej Novák                        | FBC Grasshoppers AC UNIZA Žilina |
| 27       | Michal Hrín                        | FBC Grasshoppers AC UNIZA Žilina |
| 81       | Marek Koščo                        | AC Sparta Praha                  |
| 91       | Martin Joščák                      | Vfl Kaufering                    |
| 97       | Václav Komačka                     | FBC ČPP Bystroň Group Ostrava    |
| Útočníci |                                    |                                  |
| 6        | Jan Komínek                        | FbC Mikuláš Prešov               |
| 8        | Martin Kubovič                     | ŠK Hargašová Záhorská Bystrica   |
| 10       | Jakub Konečný                      | FbO Florko Košice                |
| 11       | Martin Grlický                     | FBC Grasshoppers AC UNIZA Žilina |
| 13       | Ladislav Gál                       | 1. SC Vítkovice Oxdog            |
| 17       | Marián Zemen                       | FbO Florko Košice                |
| 19       | Lukáš Řezanina                     | 1. SC Vítkovice Oxdog            |
| 22       | Martin Petróci                     | Floorball Club Partizan Bělehrad |
| 23       | Patrik Pelegrín                    | ATU Košice                       |
| 48       | Lukáš Ujhelyi                      | ATU Košice                       |
| 55       | Jozef Halás                        | ATU Košice                       |
| 66       | Roman Zeliezka                     | ŠK 1. FBC Trenčín                |
| Trenéři  |                                    |                                  |
|          | Miroslav Sága (hlavní trenér)      |                                  |
|          | Petr Koutný (asistent trenéra)     |                                  |
|          | František Höger (asistent trenéra) |                                  |

## Soupiska japonského týmu
- Konečná nominace proběhla 17. listopadu 2014 a bylo v ní nominováno celkem 20 florbalistů.[12]

| Č.       | Jméno                            | Klub                 |
| Brankáři | Brankáři                         | Brankáři             |
| -------- | -------------------------------- | -------------------- |
| 1        | Kenta Higuči                     | Chofu FC             |
| 2        | Kota Yagju                       | Kanagawa FC          |
| Obránci  |                                  |                      |
| 3        | Jasuhito Kimura                  | Chofu FC             |
| 4        | Šogo Terada                      | Surugadai University |
| 7        | Juki Cudome                      | Kanagawa FC          |
| 11       | Mičio Jamašita                   | Kanagawa FC          |
| 13       | Tacuja Watabe                    | Kokušikan University |
| 14       | Naoki Šiba                       | Kokušikan University |
| 15       | Kazuho Išikawa                   | Surugadai University |
| Útočníci |                                  |                      |
| 5        | Naoki Macuba                     | Edogawa FC           |
| 6        | Tomojuki Šimada                  | Kokušikan University |
| 8        | Ičiro Ueda                       | Töjnan IBK           |
| 9        | Šunkei Kuraba                    | Kokušikan University |
| 10       | Šohei Kurata                     | Chofu FC             |
| 12       | Takumi Macuura                   | Hačioji FC           |
| 16       | Rjota Nišii                      | Chofu FC             |
| 17       | Takuma Kano                      | Chofu FC             |
| 18       | Jasunori Hirokawa                | Edogawa FC           |
| 19       | Eitai Iwasaki                    | Chofu FC             |
| 20       | Takuma Akagami                   | Kanagawa FC          |
| Trenéři  |                                  |                      |
|          | Takanobu Jošino (hlavní trenér)  |                      |
|          | Tacuro Tajima (asistent trenéra) |                      |

## Soupiska dánského týmu
- Konečná nominace proběhla 10. listopadu 2014 a bylo v ní nominováno celkem 20 florbalistů.[13]

| Č.       | Jméno                                | Klub                  |
| Brankáři | Brankáři                             | Brankáři              |
| -------- | ------------------------------------ | --------------------- |
| 1        | Mike Trolle                          | Rødovre FC            |
| 44       | Anders Kjær                          | Brønderslev Hot Shots |
| Obránci  |                                      |                       |
| 7        | Jannik Trolle                        | Rødovre FC            |
| 8        | Jacob Funch Andersen                 | Copenhagen FC         |
| 12       | Christian Bendtsen                   | Århus FK              |
| 14       | Claus Nisbeth                        | Copenhagen FC         |
| 17       | Martin Erichsen                      | Rødovre FC            |
| 20       | Lars Skytte                          | Århus FK              |
| 21       | Marko Krogsgaard                     | Rødovre FC            |
| Útočníci |                                      |                       |
| 2        | Steffen Jensen                       | AaB Floorball         |
| 5        | Stefan Hedorf                        | Hvidovre Attack FC    |
| 6        | Jacob Maniche Andersen               | Rødovre FC            |
| 9        | Andreas Glad                         | Brønderslev Hot Shots |
| 10       | Kenneth Danielsen                    | Hvidovre Attack FC    |
| 11       | Niklas Juul Jensen                   | Brønderslev Hot Shots |
| 15       | Brian Nielsen                        | Århus FK              |
| 16       | Jacob Bøge                           | Benløse FC            |
| 19       | Brian Gadegaard Jensen               | Rødovre FC            |
| 22       | Emil Kristensen                      | Rødovre FC            |
| 26       | Daniel Mac Cabe                      | Benløse FC            |
| Trenéři  |                                      |                       |
|          | Kasper Sindt (hlavní trenér)         |                       |
|          | Jens Orhoj (asistent trenéra)        |                       |
|          | Tonni Trolle Wede (asistent trenéra) |                       |

## Soupiska australského týmu
- Konečná nominace proběhla 17. listopadu 2014 a bylo v ní nominováno celkem 20 florbalistů.[14]

| Č.       | Jméno                         | Klub                |
| Brankáři | Brankáři                      | Brankáři            |
| -------- | ----------------------------- | ------------------- |
| 1        | Mitchell George               | Newcastle Cobras FC |
| 40       | Vladimír Plocek               | Gypsy FC            |
| Obránci  |                               |                     |
| 4        | Andrew Woods                  | Newcastle Cobras FC |
| 7        | Timothy Hardy                 | Revo Raptors FC     |
| 9        | Matthew Poon                  | Story Bridge Devils |
| 10       | Raymond Staindl               | Pakenham Squishees  |
| 11       | James Parnall                 | Pakenham Squishees  |
| 12       | Paul Hogg                     | Pakenham Squishees  |
| 13       | Petr Pražan                   | Bondi Raptors FC    |
| 17       | Luca Ray-Hills                | Perth Pirates FbC   |
| 21       | Carl Hammarlund               | Story Bridge Devils |
| Útočníci |                               |                     |
| 2        | Shaun Frazer                  | Newcastle Cobras FC |
| 3        | Jonathon Veron                | Perth Pirates FbC   |
| 5        | Jeremy Monckton               | Pakenham Squishees  |
| 8        | Michael Woods                 | Newcastle Cobras FC |
| 23       | Nicholas Moran                | Perth Pirates FbC   |
| 25       | Oliver Diffen                 | Revo Raptors FC     |
| 27       | Gavin Staindl                 | Pakenham Squishees  |
| 29       | Bradley King                  | Pakenham Squishees  |
| 32       | Timothy Boteler               | Perth Dragons FC    |
| Trenéři  |                               |                     |
|          | Daniel Dornak (hlavní trenér) |                     |

## Soupiska amerického týmu
- Konečná nominace proběhla 13. října 2014 a bylo v ní nominováno celkem 20 florbalistů.[15]

| Č.       | Jméno                            | Klub                           |
| Brankáři | Brankáři                         | Brankáři                       |
| -------- | -------------------------------- | ------------------------------ |
| 23       | Terence Frank                    | Zürisee Unihockey              |
| 89       | Keven Glanzmann                  | Unihockey Langenthal Aarwangen |
| Obránci  |                                  |                                |
| 6        | Dan Torretta                     | NJ Blackout                    |
| 7        | Marc Webb                        | Chur Unihockey                 |
| 10       | Fabian Länzlinger                | Zürisee Unihockey              |
| 15       | Jesse Andersson                  | Åby Oilers IBK                 |
| 17       | Philip Winkler                   | UHC Lions Konolfingen          |
| 24       | Michael Binder                   | UHC Fricktal Stein             |
| 28       | Maurin Rüegg                     | UHC Waldkirch-St. Gallen       |
| Útočníci |                                  |                                |
| 3        | Umang Patel                      | TFC of Raleigh                 |
| 11       | Mattias Hansen                   | Karlstad IBF                   |
| 14       | Randall Aa                       | Øya IBK                        |
| 20       | Alexander McVey                  | Borås IBF                      |
| 22       | Raphael Möri                     | UHC Lok Reinach                |
| 30       | Ryan Winkler                     | UHC Thun                       |
| 44       | Robin Brown                      | Ingarö IF                      |
| 68       | Karl Förare                      | Alunda IBF                     |
| 69       | Marc Fischer                     | Zürisee Unihockey              |
| 79       | Mikko Vähä-Vahe                  | FLOB Floorball                 |
| 83       | Stefan Zimmerman                 | Zürisee Unihockey              |
| Trenéři  |                                  |                                |
|          | Stefan Hedlund (hlavní trenér)   |                                |
|          | Adam Troy (asistent trenéra)     |                                |
|          | Daniel Karvik (asistent trenéra) |                                |

## Soupiska jihokorejského týmu
- Konečná nominace proběhla v listopadu 2014 a bylo v ní nominováno celkem 20 florbalistů.[16]

| Č.       | Jméno                             | Klub     |
| Brankáři | Brankáři                          | Brankáři |
| -------- | --------------------------------- | -------- |
| 1        | Lee YoungJune                     |          |
| 87       | Lee JaeMan                        |          |
| 99       | Park DooSun                       |          |
| Obránci  |                                   |          |
| 2        | Kim SangKi                        |          |
| 6        | Kim JooYeop                       |          |
| 9        | Park JongHyun                     |          |
| 10       | Jeon KwangHwan                    |          |
| 21       | Jeo Jun                           |          |
| 25       | Song SungYeon                     |          |
| Útočníci |                                   |          |
| 3        | Kim JooHyung                      |          |
| 5        | Lee JunOh                         |          |
| 7        | Šin JongSuk                       |          |
| 13       | Lee HyunWoo                       |          |
| 16       | Kim SeungHo                       |          |
| 17       | Park GiHyun                       |          |
| 18       | Kim JaeHee                        |          |
| 20       | Lee KiWung                        |          |
| 37       | Lee BaekHee                       |          |
| 77       | Seo KyoungHoon                    |          |
| 93       | Bae HanSol                        |          |
| Trenéři  |                                   |          |
|          | Čoj JoyEon (hlavní trenér)        |          |
|          | Michael Blažík (asistent trenéra) |          |